# William Guy (Statistiker)

William Augustus Guy

William Augustus Guy (* 13. Juni 1810; † 10. September 1885) war ein britischer Mediziner und Statistiker.
Er wurde am Christ’s Hospital und am Guy’s Hospital ausgebildet. Danach studierte er an der Universität Heidelberg und der Universität von Paris, bis er 1837 an der Universität Cambridge einen Bachelor in Medizin bekam. Im Jahr 1842 wurde er zum Professor für Forensik am King’s College London und zum Assistant Physician am King’s College Hospital ernannt. Von 1859 bis 1869 arbeitete er als medizinischer Leiter des Millbank-Gefängnisses.
Von 1852 bis 1856 war er Autor beim Journal of the Statistical Society of London, und von 1873 bis 1875 war er Präsident der Gesellschaft. Diese, mittlerweile in Royal Statistical Society umbenannt, widmete ihm die Guy-Medaille.

## Belege
1. ↑  RSS William Guy Lecture. Informationen zur Guy-Lecture und Guy-Medaille der Royal Statistical Society (RSS), abgerufen am 13. Februar 2017 (englisch).

| Personendaten    | Personendaten                              |
| ---------------- | ------------------------------------------ |
| NAME             | Guy, William                               |
| ALTERNATIVNAMEN  | Guy, William Augustus (vollständiger Name) |
| KURZBESCHREIBUNG | britischer Mediziner und Statistiker       |
| GEBURTSDATUM     | 13. Juni 1810                              |
| STERBEDATUM      | 10. September 1885                         |